# Melville Fuller
Melville Weston Fuller, född 11 februari 1833 i Augusta, Maine, USA, död 4 juli 1910 i Washington, D.C., var en amerikansk jurist och demokratisk politiker. Han var USA:s åttonde chefsdomare.
Han studerade vid Harvard University och Bowdoin College. Han var redaktör på The Age, en demokratisk tidning i Maine. Han flyttade till Illinois var han gjorde karriär som advokat. Han blev en av Chicagos ledande advokater och fick uppträda inför USA:s högsta domstol, bl.a. i fallet Tappan v. The Merchants' National Bank of Chicago, det första fallet som chefsdomare Morrison Waite hörde i högsta domstolen.
Han var en demokratisk delstatspolitiker i Illinois. Han var ledamot av Illinois House of Representatives, underhuset i delstatens lagstiftande församling, för en mandatperiod. Han var delegat från Illinois till demokraternas partimöten 1864, 1872, 1876 och 1880. Han höll 1876 ett tal på partimötet där han nominerade Thomas A. Hendricks. Hendricks blev inte presidentkandidat, men han var förlorande vicepresidentkandidat i det årets ytterst jämna val (och valdes 1884 till vicepresident).
När Morrison Waite avled 1888, nominerade president Grover Cleveland Fuller till chefsdomare i USA:s högsta domstol. USA:s senat godkände utnämningen med rösterna 41-20. Nio republikanska senatorer röstade med demokraterna för Fullers utnämning.
Han förestavade presidenteden för Benjamin Harrison, Grover Cleveland (andra mandatperiod), William McKinley, Theodore Roosevelt och William Howard Taft.
Fuller avled i ämbetet. Han var gift två gånger. Först gifte han sig 1858 med Calista Reynolds. Hon dog 1864. Han gifte om sig 1866 med Mary Coolbaugh. Fuller hade sex döttrar.